# TIE Fighter

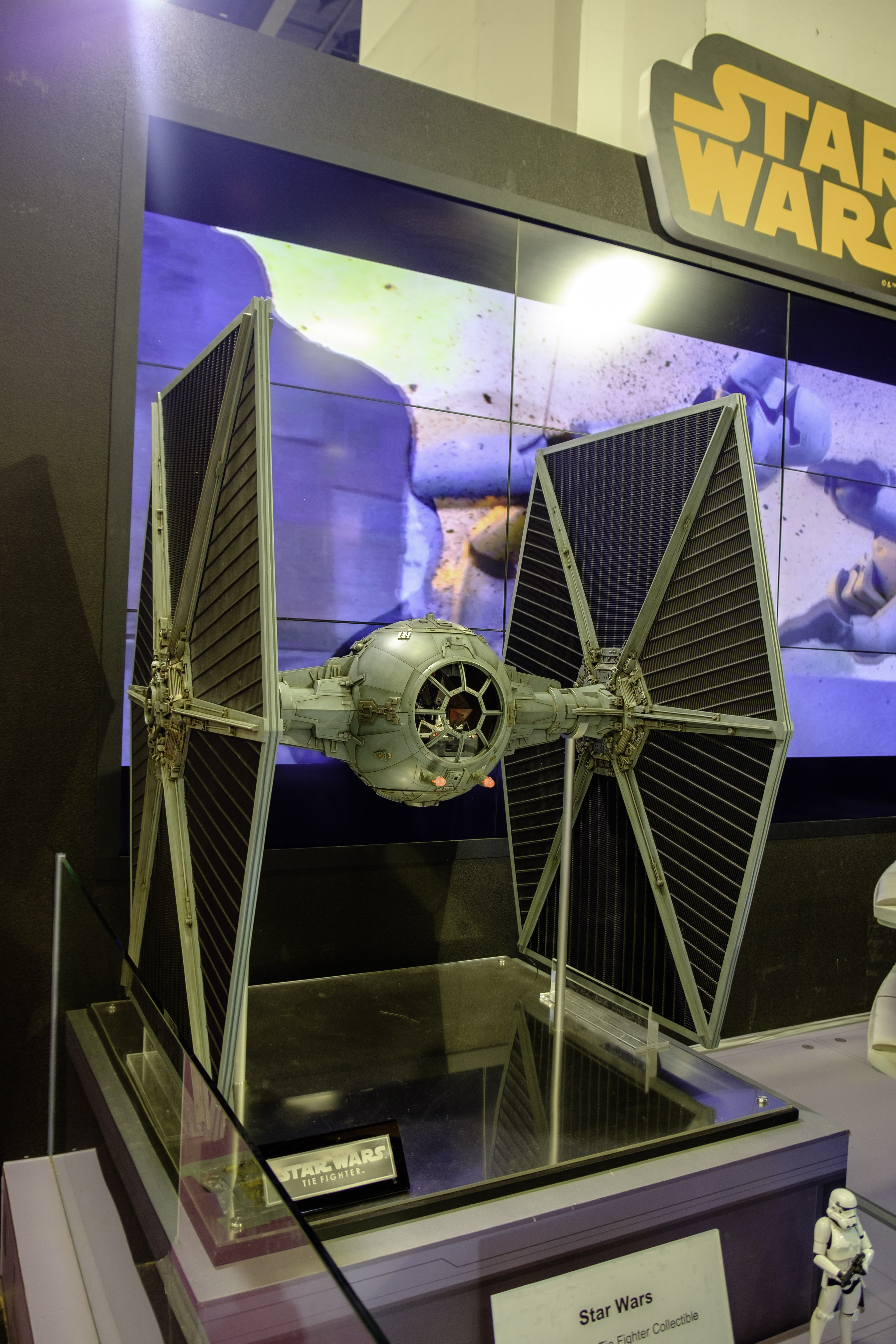

TIE Fighter (TIE-винищувач; від англ. twin ion engine fighter — «двоіонодвигунний винищувач, винищувач із двома іонними двигунами») — фантастичний космічний винищувач у всесвіті «Зоряних воєн», що працює на спарених іонних двигунах. TIE Fighter'и зображені як швидкі, проте не захищені винищувачі, виготовлені вигаданою корпорацією «Sienar Fleet Systems» для Галактичної імперії. TIE Fighter'и й інші TIE-кораблі з'являються в усіх фільмах оригінальної трилогії «Зоряних воєн»: «Нова надія» (1977), «Імперія завдає удару у відповідь» (1980) і «Повернення джедая» (1983), а також у багатьох творах за розширеним всесвітом «Зоряних воєн». Кілька варіантів моделей і іграшок TIE Fighter'ів, а також комп'ютерних ігор-симуляторів цього винищувача були створені компаніями, що виробляють супутні товари для франшизи «Зоряних воєн».